# Erasmus
Pour les articles homonymes, voir Erasme (homonymie).
Le programme Erasmus (en anglais : EuRopean Action Scheme for the Mobility of University Students), est un programme d'échange d'étudiants et d'enseignants entre les universités, les grandes écoles européennes et des établissements d'enseignement à travers le monde entier. Ce programme fait partie de l'Espace européen de l'enseignement supérieur. C'est un sous-ensemble du programme Éducation et Formation tout au long de la vie (EFTLV), en anglais : Lifelong Learning (LLL).C'est un programme d'une durée qui varie de 2 à 12 mois dans une université européenne partenaire. Le programme Erasmus compte 33 pays partenaires (27 États membres de l'UE et 6 pays tiers associés). Dans ces 27 États membres, nous avons la France, Belgique, l'Italie[Quoi ?] et nous avons la Serbie, l'Islande et la Turquie qui font partie des pays tiers associés.
Le nom du programme est un rétroacronyme basé sur le nom de l'humaniste et théologien  néerlandais Érasme (ca. 1466-1536).

## Histoire

### Origine du projet
L'idée de permettre des échanges facilités entre étudiants vient de Sofia Corradi, une italienne qui en tant qu'étudiante avait dû recommencer des études à son retour d'un séjour à l'étranger en 1957-1958,. Pédagogue et consultante scientifique auprès de la conférence des recteurs des universités italiennes, son rôle lui permet de diffuser cette idée.
Le Projet se concrétise grâce à une initiative de l'association estudiantine EGEE (devenue AEGEE) créée par Franck Biancheri, devenu ensuite président du parti politique européen Newropeans. Il convainc François Mitterrand en 1986. En effet, pour améliorer l’image de la Communauté européenne, le Conseil européen de Fontainebleau a créé les 25 et 26 juin 1984 le Comité ad hoc de l'Europe des Citoyens. Ce Comité a formulé, au départ de son mandat, une série de suggestions couvrant notamment le secteur de l’enseignement. On y trouve au passage 5,6 consacré à la coopération universitaire les idées qui sont à la base du projet Erasmus, soit : (1) l’intention de favoriser la connaissance pratique de deux langues en plus de leur langue maternelle, (2) à cette fin la mise en place d’un programme interuniversitaire approfondi d’échanges et d’études, (3) visant à faire bénéficier de cette possibilité une partie significative de la population estudiantines dans la Communauté (4) et cela au cours de leur période de scolarité obligatoire.
L’ensemble des deux rapports de ce Comité a été approuvé par le Conseil de Milan des 28 et 29 juin 1985. Il appartenait aux instances de la Communauté, en liaison avec les universités, de mettre en place un tel programme.
C’est donc au départ des suggestions de ce Comité que le programme Erasmus a pu être adopté en 1987 avec un budget de 85 millions d'écus pour la période 1987-1989.
Ce Comité était composé de membres désignés par les chefs d’État et de gouvernement. Chaque membre proposait des suggestions qui étaient ensuite mises au point par l’ensemble du Comité. Le membre qui avait formulé les suggestions qui précèdent était M. Prosper Thuysbaert, diplomate, professeur de la KULeuven et ancien conseiller diplomatique du premier ministre belge Wilfried Martens.

### Origine du nom

Desiderius Erasmus, peinture de Hans Holbein le Jeune.

Le nom du programme vient du moine humaniste et théologien néerlandais Érasme (ca. 1466-1536). Ce dernier a voyagé durant de nombreuses années à travers l'Europe pour s'enrichir des différentes cultures et développer son humanisme. Erasmus est un rétroacronyme signifiant à l'origine « EuRopean Community Action Scheme for the Mobility of University Students » (en français : « Programme d'action européen pour la mobilité des étudiants ») et aujourd'hui[Quand ?] « European Region Action Scheme for the Mobility of University Students ».
Dans le cadre du projet, le nom est trouvé par Alan Smith, premier directeur du bureau ERASMUS qui recherchait un nom à la fois évocateur et qui soit un acronyme.

### Création
Le programme Erasmus est adopté en 1987,. avec un budget de 85 millions d'ECU pour la période 1987-1989. Avec Erasmus, les étudiants peuvent effectuer une partie de leurs études dans un autre établissement scolaire européen, pendant trois mois au minimum ou un an au maximum. À sa création, le programme compte 11 pays participants (Allemagne, Belgique, Danemark, Espagne, France, Grèce, Irlande, Italie, Pays-Bas, Portugal et Royaume-Uni). De sa création jusqu'en 2013, ce programme a permis à 3 millions d'étudiants de participer à des échanges universitaires entre pays européens partenaires,.
En 1995, le programme Erasmus s'est ouvert aux apprentis.
De 2003 à 2004 le nombre d'étudiants s'est élevé de 9 % et en 2005, 145 000 étudiants ont participé au programme, ce qui représente 1 % de la population européenne de ce groupe social. Une extension du programme Erasmus appelée Erasmus Mundus ouverte à tous les pays du monde est mise en œuvre à partir de la rentrée universitaire 2004/2005.
En 2004, le programme d'échange Erasmus de l'Union européenne est récompensé par le Prix Princesse des Asturies de la Coopération Internationale en 2004 pour être l'un des programmes d'échange culturel les plus importants de l'histoire de l'humanité.
Parmi les destinations proposées aux étudiants, l'Espagne se classe première en 2008. En novembre 2013, le Gouvernement espagnol essaye de modifier les conditions d'accès à l'aide Erasmus +, ce qui entraîne une mobilisation importante, notamment à Reims. En France, le programme « Erasmus + » fait suite au programme Erasmus, à compter du 1er janvier 2014.
En octobre 2017, la ministre française de la culture Françoise Nyssen lance l'idée de créer un « Erasmus de la culture » destiné aux employés de musées en Europe,.
En 2021,le nombre de Français partant étudier à l’étranger est en léger recul en grande partie en raison de la pandémie, mais demeure en croissance sur cinq ans (+16%), la France restant le 6e pays d’origine avec près de 106 000 étudiants en mobilité diplômante et pour ce qui concerne la mobilité d’échange, le 1er pays d’origine dans le cadre du programme Erasmus+.
En 2024, le nombre d'étudiants de nationalité étrangère inscrit en France est plus de 412 000 étudiants.

### Exception suisse
La Suisse participe au programme Erasmus jusqu'en février 2014. La Suisse a participé à Erasmus+ jusqu'en 2014. En raison de l'évolution de la politique et du résultat de la votation sur initiative populaire « Contre l'immigration de masse », la participation de la Suisse n'a plus été poursuivie à partir de 2014. À la suite de cela, le Conseil fédéral met en place un dispositif transitoire pour Erasmus+, permettant la participation de la Suisse au programme européen de mobilité académique. C'est l'agence nationale suisse Movetia qui gère le dispositif et les programmes internationaux de mobilité. En septembre 2016, le programme est prolongé jusqu’à fin 2020. Entre 2001 et 2012, la Fédération a délivré 22 363 bourses Erasmus à des étudiants d'universités suisses en partance pour l'UE. Dans le même temps, la Suisse a accueilli 24 261 étudiants européens dans ses universités, les Allemands étant les plus nombreux, suivis des Espagnols et des Français.

## Fonctionnement

### Le programme Erasmus
Le programme Erasmus permet d'améliorer et d'augmenter la mobilité étudiante et enseignante, ainsi que la transparence et la compatibilité des qualifications dans l'enseignement supérieur et la formation professionnelle supérieure en Europe. Les avantages principaux de ce programme sont l'exonération des droits de scolarité de l'université d'accueil, la reconnaissance formelle de la partie des études effectuées à l'étranger, ainsi que le maintien des bourses, prêts et couverture sociale du pays de l'université expéditrice. Afin de valider sa période d'étude à l'étranger, l'étudiant doit choisir un programme d'étude qui fait partie intégrante du programme qu'il suit dans son université d'origine. De plus, l'étudiant concerné doit avoir achevé sa première année d'étude universitaire. Enfin, un contrat d'étude est signé avant le départ de l'étudiant qui fixe la liste des matières qu'il devra suivre, ainsi que le nombre d'ECTS correspondant à sa période de mobilité. Afin de valider sa période d'étude à l'étranger, l'étudiant devra alors obtenir l'ensemble des ECTS prévus dans son contrat pédagogique. Cette mobilité est très importante dans le domaine du cursus mais aussi dans la vie privée des étudiants (découvrir un nouveau pays, nouvelle vie, etc.)

### Le programme Erasmus+
Erasmus+ assure les fonctions suivantes :
- Soutien à la mobilité, l'action la plus connue du programme. Il existe trois types d'aides financières pour les étudiants Erasmus :
  - La bourse communautaire Erasmus qui est réservée aux étudiants Erasmus, et dont l'attribution est accordée à tous les étudiants, boursiers ou non. Cette aide dépend du montant accordé pour vivre dans un pays ou dans un autre, et doit être faite auprès de l'établissement d'accueil. Elle est comprise entre 110 et 180 euros pour l'année 2012/2013, en fonction du coût de la vie dans le pays de destination[réf. nécessaire].
  - Le complément Erasmus et/ou une bourse de mobilité qui, en France, ne sont attribués qu'aux étudiants boursiers et représentent en moyenne 400 euros. Cette demande de bourses doit aussi être faite auprès de l'établissement d'origine.
  - D'autres aides existent et dépendent de la région d'origine, et du Conseil régional. Elles peuvent être, ou non, cumulables avec le complément Erasmus et une bourse de mobilité.
- Soutien à la coopération en matière d'innovation et d'échanges de bonnes pratiques : Partenariats stratégiques, projets de coopération de grande ampleur.
- Soutien à la réforme des politiques en matière d'éducation, de formation et de jeunesse : Initiatives prospectives, coopération avec la société civile, dialogue structuré.

### Programme Éducation et formation tout au long de la vie
En France, la mise en œuvre du programme Éducation et formation tout au long de la vie (EFLTV), dont fait partie Erasmus, est confié à l'agence Europe-Éducation-Formation France. L'agence Europe-Éducation-Formation France devient[Quand ?] Agence Erasmus + France / Éducation Formation et continue la mise en œuvre du programme pour la France. C'est également cette agence, en partenariat avec la Délégation aux relations européennes et internationales et à la coopération (DREIC) et ses antennes académiques DAREIC du ministère de l'Éducation nationale et de la jeunesse, qui accompagne le déploiement du programme eTwinning en France.

## Pays concernés
En 2020, le programme Erasmus est ouvert :
- Aux 27 États membres de l'Union européenne :

1. Allemagne
2. Autriche
3. Belgique
4. Bulgarie
5. Chypre
6. Croatie
7. Danemark
8. Espagne
9. Estonie
10. Finlande
11. France
12. Grèce
13. Hongrie
14. Irlande
15. Italie
16. Lettonie
17. Lituanie
18. Luxembourg
19. Malte
20. Pays-Bas
21. Pologne
22. Portugal
23. Roumanie
24. Slovaquie
25. Slovénie
26. Suède
27. Tchéquie

- Aux États de l'Association européenne de libre-échange (AELE) au sein de l'Espace économique européen (EEE) :

1. Islande
2. Liechtenstein
3. Norvège

- À trois États en voie d’adhésion, ou candidats  ou candidats potentiels à l'Union européenne :

1. Turquie
2. Macédoine du Nord (depuis 2014)
3. Serbie (depuis 2019)

Depuis 2014, la Suisse n’est plus pleinement associée au programme et a le statut de pays partenaire.
D'autres pays tiers non associés au programme peuvent participer à certaines actions du programme comme le Monténégro ou Israël.
Le Royaume-Uni refuse de continuer à en faire partie, après l'accord trouvé le 24 décembre 2020 sur le Brexit.
Dans le contexte des mesures restrictives à l’encontre de la Russie à la suite de l'invasion de l'Ukraine par la Russie en 2022, le programme Erasmus+ est partiellement modifié concernant la Russie mais continue d'être financé par l’Union européenne.

## Budget
Le budget européen prévu pour la période 2007 à 2013 est de 3,1 milliards d'euros. La Commission européenne propose fin 2011 une augmentation budgétaire d’environ 64 % par rapport au budget actuel sur sept ans, soit une affectation de 19 milliards d’euros au nouveau programme pour la période 2014-2020. Finalement, le budget est 1,1 milliard d'euros par an mais en 2012 la cessation de paiements se profile, les États contributeurs n'ayant versé que 900 millions. Finalement, une augmentation de 40 % est actée : un total de 14,7 milliards d'euros est attribué au nouveau programme, baptisé Erasmus+, (ce qui représente environ 1,5 % du budget global de l'Union européenne).
En décembre 2017, la Commission européenne vote une hausse de budget important pour le programme Erasmus +. En France, le budget annuel passe de 163,7 millions à 196,7 millions d’euros, une hausse de 20 %.

## Données sur les bénéficiaires

### Étudiants
| 1987/88 | 1988/89 | 1989/90 | 1990/91 | 1991/92 | 1992/93 | 1993/94 | 1994/95 | 1995/96 | 1996/97 |
| ------- | ------- | ------- | ------- | ------- | ------- | ------- | ------- | ------- | ------- |
| 3 244   | 9 914   | 19 456  | 27 906  | 36 314  | 51 694  | 62 362  | 73 407  | 84 642  | 79 874  |

| 1997/98 | 1998/99 | 1999/00 | 2000/01 | 2001/02 | 2002/03 | 2003/04 | 2004/05 | 2005/06 | 2006/07 |
| ------- | ------- | ------- | ------- | ------- | ------- | ------- | ------- | ------- | ------- |
| 85 999  | 97 601  | 107 666 | 111 092 | 115 432 | 123 957 | 135 586 | 144 037 | 154 421 | 159 324 |

| 2007/08 | 2008/09                   | 2009/10                   | 2010/11                   | 2011/12                   | 2012/13                   | 2013/14                   | 2014/15           | 2015/16           | 2016/17                   |
| ------- | ------------------------- | ------------------------- | ------------------------- | ------------------------- | ------------------------- | ------------------------- | ----------------- | ----------------- | ------------------------- |
| 182 697 | 198 523 (28 283 Français) | 213 266 (30 213 Français) | 231 408 (31 747 Français) | 252 827 (33 269 Français) | 267 547 (35 311 Français) | 272 497 (36 759 Français) | (39 987 Français) | (40 910 Français) | 303 880 (40 910 Français) |

### Enseignants
| 1997/98 | 1998/99 | 1999/00 | 2000/01 | 2001/02 | 2002/03 | 2003/04 | 2004/05 | 2005/06 | 2006/07 |
| ------- | ------- | ------- | ------- | ------- | ------- | ------- | ------- | ------- | ------- |
| 7 797   | 10 605  | 12 465  | 14 356  | 15 872  | 16 934  | 18 496  | 20 877  | 23 462  | 25 808  |

| 2007/08 | 2008/09 | 2009/10 | 2010/11 | 2011/12 | 2012/13 | 2013/14 | - | - | - |
| ------- | ------- | ------- | ------- | ------- | ------- | ------- | - | - | - |
| 27 157  | 28 615  | 29 031  | 31 620  | 33 318  | 36 071  | 38 108  | - | - | - |

## L'expérience Erasmus

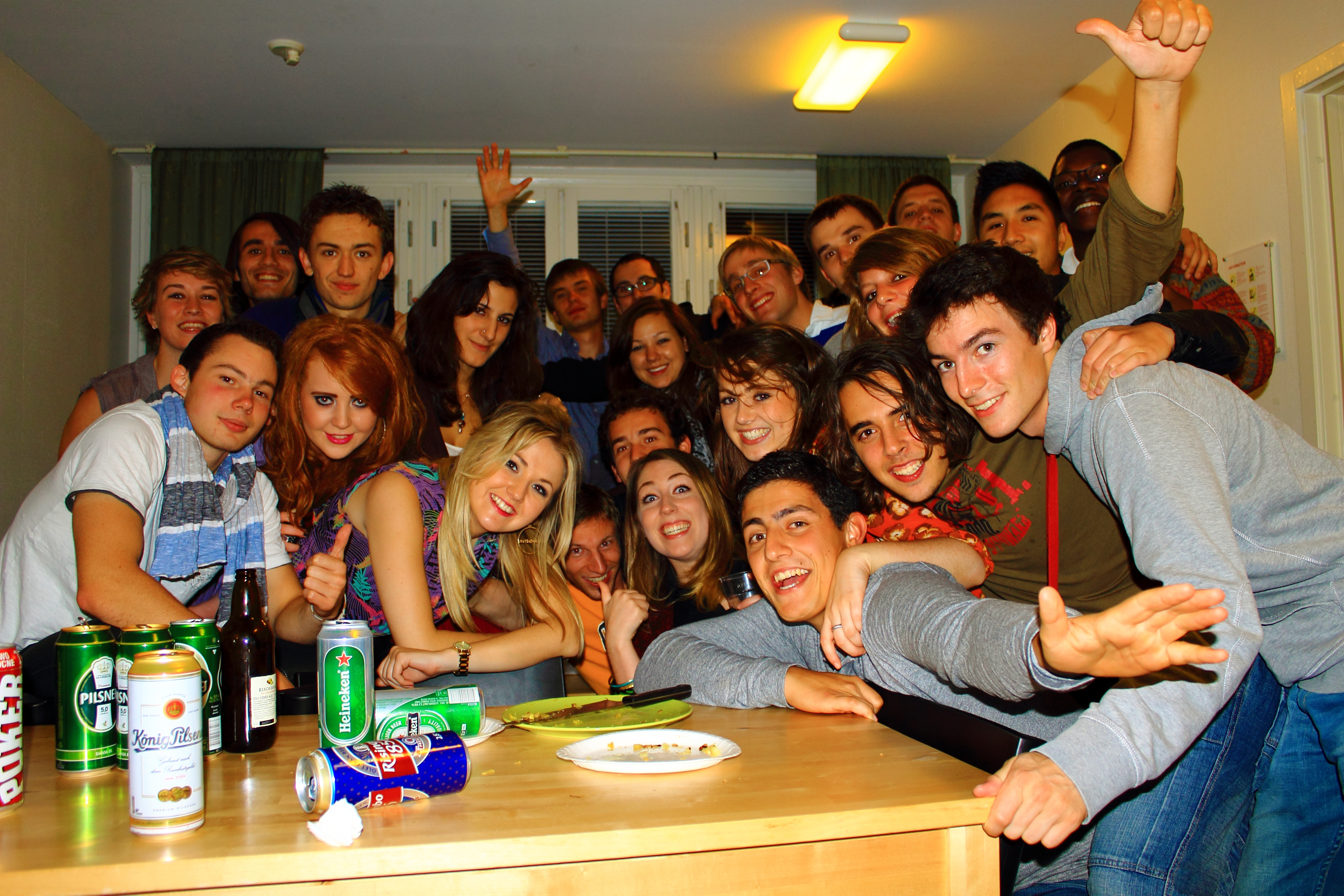
Des étudiants Erasmus issus de sept pays différents, à Linköping en Suède.

Pour les étudiants, les programmes d'échange Erasmus et Erasmus Mundus donnent l'occasion de vivre pour la première fois dans un pays étranger. Le programme permet l'apprentissage de la culture et des coutumes du pays d'accueil, et le sentiment communautaire entre les étudiants de divers pays. Les « soirées Erasmus », qui sont organisées dans les villes d'accueil, sont connues dans le milieu universitaire de toute l'Europe comme étant des événements animés et multilingues.
L'importance que possède ce programme a dépassé le monde académique européen, en étant reconnu comme un élément important favorisant la cohésion et la connaissance de l'Union européenne auprès de la population jeune. Cela a conduit à utiliser le terme de « génération Erasmus » pour qualifier ces étudiants universitaires qui, au travers de cette expérience, ont créé des liens d'amitié internationaux et possèdent une évidente conscience de citoyenneté européenne. Ce phénomène est au centre du film L'Auberge espagnole, l'histoire de six étudiants Erasmus de divers pays pendant leur séjour à Barcelone en Espagne dans un appartement en colocation. En parallèle, le développement du réseau des associations Erasmus Student Network a permis de créer des liens entre les étudiants étrangers et leur ville d'accueil.
En 2004, le programme Erasmus a reçu le Prix Princesse des Asturies de la coopération internationale. En 2014, une étude de la Commission européenne révèle qu'un étudiant Erasmus sur quatre a rencontré son conjoint ou partenaire actuel lors de son programme Erasmus, et que depuis 1987, 1 million de naissances a été le fruit de ces rencontres. Quelques jours plus tard, un article de Libération démonte les chiffres extrapolés de la Commission européenne et fait remarquer que les mêmes chiffres révèlent surtout une majorité de célibataires parmi les anciens étudiants Erasmus.
En 2025, le Céreq a publié une étude sur la plus-value de la mobilité internationale étudiante pour les jeunes diplômés du supérieur à partir des données de l'enquête statistique Génération. Parmi les sortants de l’enseignement supérieur en 2017, 28 % ont effectué un séjour à l’étranger durant leurs études supérieures, une proportion qui grimpe à 75 % dans les grandes écoles. Pour 63 % des jeunes ayant séjourné à l’étranger, cette expérience est perçue comme ayant facilité l’accès à l’emploi, un sentiment particulièrement marqué dans les métiers tournés vers l’international (commerce, recherche, communication, etc.). L’étude révèle que la grande majorité des diplômés du supérieur (quatre sur cinq) tirent profit de leur séjour à l’étranger, que ce soit en facilitant leur recrutement, en obtenant un meilleur salaire, ou en bénéficiant des deux à la fois.